# Khóa giới ca vương
Khóa giới ca vương, tên đầy đủ là Tối mỹ hòa thanh: khóa giới ca vương, là chương trình thực tế âm nhạc xuyên biên giới quy mô lớn của đài Bắc Kinh (BTV1), mùa đầu tiên chương trình được tài trợ bởi một nhãn hàng của Hàn Quốc .

## Mùa 1 (2016)

### Đội ngũ sáng tạo
| Nhà sản xuất                            | Lý Xuân Lương, Hồ Cương, Đinh Tâm, Sử Tiểu Đông, Tống Ca, Lâm Vệ Bình | Tổng giám chế                               | Vương Giác, Từ Thao                    |
| Tổng giám đốc sản xuất                  | Vương Dịch | Thiết kế                                    | Hồ Kiệt                                |
| Giám đốc sản xuất                       | Mà Hoành, Ngưu Chấn Thanh, Lý Hồng Sơn | Giám chế kỹ thuật                           | Điền Phương                            |
| Cố vấn                                  | Hạ Trần An | Giám đốc sản xuất                           | Đổng Khả                               |
| Chấp hành sản xuất                      | Ngô Trung Duệ | Điều phối giao hiệp                         |                                        |
| Tổng đạo diễn                           | Trần Vĩ, Mã Hoành | Tổng đạo diễn điều hành                     | Cung Bằng, Triệu Tinh, Quách Sướng     |
| Giám đốc âm nhạc                        | Lao Tử | Tổng giám nghệ nhân                         | Tiêu Hồng Diễm                         |
| Tổng giám vũ đạo                        | Quách Chấn | Giám đốc xúc tiến dự án                     | Trịnh Dung                             |
| Giám đốc tuyên truyền                   | Ngô Ngụy Dục |                                             |                                        |
| Tổng chế phiến                          | Trương Vĩ Minh, Triệu Tranh Tranh | Chủ nhiệm chế phiến                         | Lý Lợi Ảnh, Nhâm Nghị Tường            |
| Giám đốc điều hành sản xuất             | Hình Miểu, Vương Khắc Thành | Tổng giám đốc chương trình thực tế          | Tiền Chỉ Y                             |
| Giám đốc điều hành chương trình thực tế | Cố Tuệ | Tổng giám đốc kế hoạch chương trình thực tế | Triệu Tường Vũ                         |
| Tổng giám đốc hậu kỳ                    | Tôn Văn | Tổng đạo diễn hậu kỳ chương trình thực tế   | Cao Tường                              |
| Tổng giám đốc thiết kế âm thanh         | Hà Biểu | Thiết kế bối cẩnh                           | Chu Bỉnh Khôn                          |
| Tống giám đốc chế tác khiêu vũ          | Đoàn Thắng Đào | Giám đốc thiết kế                           | Hồ Nguyệt Bằng                         |
| Thiết kế ánh sáng                       | Trang Phúc Dân | Hướng dẫn                                   | Từ Đức Lập, Tô Tử Duy                  |
| Điều phối tuyên truyền                  | Trương Lăng Vân, Viên Tiêu Văn, Hà Di Tuyền, Khương Côn Diệp, Vương Kính Thảo, Hồ Chiếu, Lương Hồng Sí | Trợ lý hướng dẫn                            | Phạm Hoài Nhật, Ngô Hân Nho            |
| Điều hành tuyên truyền                  | Duẫn Hàng, Chu San San,Sơ Phinh Phinh, Chu Nguyệt Lâm,Lương Yên Bình, Khương Tiểu Phi, Lưu Đông Hồng, Lương Giai Ni, Tôn Phàm Địch Đường Lực, Hà Hiểu Duyệt, Trương Tử Kiểu, Lý Tộ Vũ, Trần Văn, Chu Tiến, Hoàng Giai Vĩ, Hùng Nghiên, Triệu Tinh Tinh, Hạ Thiến Như, Trần Nguyệt Long | Điều phối nghệ nhân                         | Trương Lôi, Chu Quỳnh, Dương Lăng Nhất |
| Phụ trách giao thiệp                    | Kim Tuyết Phân, Ngô Thành Hiền, Trương Mĩ Quyên | Điều phối tiết mục                          | Thái Địch Tuệ                          |
| Điều hành giao thiệp                    | Trương Táp, Mục Sâm Sâm, Vương Lôi, Lục Tử Ngạo, Từ Tuấn | Đạo diễn thương mại                         | Lưu Tiếu Thiêm, Hồ Điệp                |
| Chấp hành truyền thông                  | Lưu Chí Thuần, Trương Dĩnh Nam, Tần Giai Vũ | Kết nối hợp tác mạng                        | Lâm Thu Liên, Dương Thục Mẫn           |
| Trợ lý đạo diễn                         | Phạm Hoài Nhật, Ngô Hân Nho |                                             |                                        |

### Dẫn chương trình
| Tên      | Nghề nghiệp      | Giới tính | Tuổi khi dẫn chương trình |
| Lật Khôn | Dẫn chương trình | Nữ        | 33                        |
| -------- | ---------------- | --------- | ------------------------- |

### Ban giám khảo
| Tên            | Nghề nghiệp | Giới tính | Tuổi khi làm ban giám khảo |
| Tống Kha       | Người sáng lập Công ty sản xuất âm nhạc Mạch Điền                                                                    | Nam       | 30                         |
| Cao Hiểu Tùng  | Nhà soạn nhạc, Người viết lời bài hát, Nhà sản xuất âm nhạc, Đạo diễn, Biên Kịch và Người dẫn chương trình Talk show | Nam       | 46                         |
| Vu Khải Hiền   | Ca sĩ, Diễn viên | Nam       | 53                         |
| Đinh Vi        | Ca sĩ, Người viết lời bài hát, Nhà soạn nhạc, Nhà sản xuất âm nhạc                                                   | Nữ        | 44                         |
| Hoàng Vận Linh | Ca sĩ, Người viết lời bài hát, Nhà soạn nhạc, Nhà sản xuất âm nhạc, Diễn viên                                        | Nữ        | 51                         |
| -------------- | --- | --------- | -------------------------- |

### Thứ hạng
| Hạng | Tên             | Nghề nghiệp                              | Giới tính | Tuổi khi tham gia chương trình |
| 1    | Lưu Đào         | Diễn viên                                | Nữ        | 38                             |
| 2    | Vương Tổ Lam    | Diễn viên, Người viết lời bài hát, Ca sĩ | Nam       | 36                             |
| 3    | Tiểu Trầm Dương | Diễn viên Kịch ngắn                      | Nam       | 35                             |
| 4    | Tần Hải Lộ      | Diễn viên, Biên kịch                     | Nữ        | 38                             |
| 5    | Vương Tử Văn    | Diễn viên, Người mẫu                     | Nữ        | 29                             |
| 6    | Lý Quang Khiết  | Diễn viên                                | Nam       | 35                             |
| 7    | Phan Việt Minh  | Diễn viên                                | Nam       | 42                             |
| 8    | Quách Đào       | Diễn viên                                | Nam       | 46                             |
| 9    | Bạch Bách Hà    | Diễn viên                                | Nữ        | 32                             |
| 10   | Ba Đồ           | Diễn viên                                | Nam       | 26                             |
| 11   | Vương Khải      | Diễn viên                                | Nam       | 33                             |
| 12   | Trần Tùng Linh  | Ca sĩ, Diễn viên                         | Nữ        | 45                             |
| 13   | Hồ Hạnh Nhi     | Ca sĩ, Diễn viên, Doanh nhân             | Nữ        | 36                             |
| 14   | Diêu Địch       | Diễn viên                                | Nữ        | 34                             |

### Khách mời tập 1
| Tập | Tên            | Công việc            | Giới tính | Tuổi khi tham gia chương trình |
| 1   | Lưu Đào        | Diễn viên            | Nữ        | 38                             |
| 1   | Vương Khải     | Diễn viên            | Nam       | 33                             |
| 1   | Tần Hải Lộ     | Diễn viên, Biên kịch | Nữ        | 38                             |
| 1   | Lý Quang Khiết | Diễn viên            | Nam       | 35                             |
| 1   | Phan Việt Minh | Diễn viên            | Nam       | 42                             |
| 1   | Ba Đồ          | Diễn viên            | Nam       | 26                             |

### Khách mời bổ sung
| Tập bổ sung | Tên             | Nghề nghiệp                              | Giới tính | Tuổi khi tham gia chương trình |
| 2           | Trần Tùng Linh  | Ca sĩ, Diễn viên                         | Nữ        | 45                             |
| 3           | Quách Đào       | Diễn viên                                | Nam       | 46                             |
| 4           | Hồ Hạnh Nhi     | Ca sĩ, Diễn viên, Doanh nhân             | Nữ        | 36                             |
| 5           | Bạch Bách Hà    | Diễn viên                                | Nữ        | 32                             |
| 6           | Vương Tổ Lam    | Diễn viên, Người viết lời bài hát, Ca sĩ | Nam       | 36                             |
| 7           | Tiểu Trầm Dương | Diễn viên Kịch ngắn                      | Nam       | 35                             |
| 8           | Vương Tử Văn    | Diễn viên, Người mẫu                     | Nữ        | 29                             |
| 9           | Diêu Địch       | Diễn viên                                | Nữ        | 34                             |

### Khách mời bán kết
| Tập bán kết | Tên             | Nghề nghiệp                              | Giới tính | Tuổi khi tham gia chương trình |
| 11          | Lý Quang Khiết  | Diễn viên                                | Nam       | 35                             |
| 11          | Lưu Đào         | Diễn viên                                | Nữ        | 38                             |
| 11          | Tần Hải Lộ      | Diễn viên, Biên kịch                     | Nữ        | 38                             |
| 11          | Vương Khải      | Diễn viên                                | Nam       | 33                             |
| 11          | Ba Đồ           | Diễn viên                                | Nam       | 26                             |
| 11          | Trần Tùng Linh  | Ca sĩ, Diễn viên                         | Nữ        | 45                             |
| 12          | Vương Tổ Lam    | Diễn viên, Người viết lời bài hát, Ca sĩ | Nam       | 36                             |
| 12          | Tiểu Trầm Dương | Diễn viên Kịch ngắn                      | Nam       | 35                             |
| 12          | Vương Tử Văn    | Diễn viên, Người mẫu                     | Nữ        | 29                             |
| 12          | Phan Việt Minh  | Diễn viên                                | Nam       | 42                             |
| 12          | Quách Đào       | Diễn viên                                | Nam       | 46                             |
| 12          | Bạch Bách Hà    | Diễn viên                                | Nữ        | 32                             |

### Khách mời chung kết
| Tập chung kết | Tên             | Nghề nghiệp                              | Giới tính | Tập khi tham gia chương trình |
| 13            | Lưu Đào         | Diễn viên                                | Nữ        | 38                            |
| 13            | Vương Tổ Lam    | Diễn viên, Người viết lời bài hát, Ca sĩ | Nam       | 36                            |
| 13            | Tiểu Trầm Dương | Diễn viên Kịch ngắn                      | Nam       | 35                            |
| 13            | Tần Hải Lộ      | Diễn viên, Biên kịch                     | Nữ        | 38                            |
| 13            | Lý Quang Khiết  | Diễn viên                                | Nam       | 35                            |
| 13            | Vương Tử Văn    | Diễn viên, Người mẫu                     | Nữ        | 29                            |

### Chung kết
| Tập | Tên             | Ca sĩ khách mời |
| 13  | Tiểu Trầm Dương | Chu Hiểu Âu     |
| 13  | Tần Hải Lộ      | Tôn Nam         |
| 13  | Lý Quang Khiết  | Trần Tư Thành   |
| 13  | Lưu Đào         | Tiết Chi Khiêm  |
| 13  | Vương Tử Văn    | Phác Thụ        |
| 13  | Vương Tổ Lam    | Teresa Carpio   |

| Bán kết | Tên             | Ca sĩ khách mời |
| 13      | Tiểu Trầm Dương | Trầm Xuân Dương |
| 13      | Lưu Đào         | Trịnh Bội Bội   |
| 13      | Vương Tổ Lam    | Lý A Nam        |

## Định dạng

### Chung kết
|  | Vào vòng trong |
|  | Loại           |

#### Tiến cấp (Tập 1 - 10)
| Tập | Ngày       | Khách mời       | Vòng thử giọng | Vòng 2                                           |  | Vòng 3                                         |  |
| 1   | 28 tháng 5 | Lưu Đào         |                | 《Hồi ức Đặng Lệ Quân+Dạo bước trên đường đời》  |  |                                                |  |
| 1   | 28 tháng 5 | Phan Việt Minh  |                | 《Let Me Go Wild In The Snow》                   |  |                                                |  |
| 1   | 28 tháng 5 | Vương Khải      |                | 《Năm tháng vội vã》                             |  | 《Lồng chim》                                  |  |
| 1   | 28 tháng 5 | Tần Hải Lộ      |                | 《Một đem ở Bắc Kinh》                           |  | 《Tạm biệt Đom Đóm》                           |  |
| 1   | 28 tháng 5 | Lý Quang Khiết  |                | 《Nếu như đây cũng không gọi là yêu》            |  |                                                |  |
| 1   | 28 tháng 5 | Ba Đồ           |                |                                                  |  |                                                |  |
| 2   | 4 tháng 6  | Lưu Đào         |                |                                                  |  |                                                |  |
| 2   | 4 tháng 6  | Ba Đồ           |                | 《Voi thuần hóa》                                |  |                                                |  |
| 2   | 4 tháng 6  | Vương Khải      |                | 《Cười quên thư tình bạn》                       |  | 《Hoàng hôn say rồi》                          |  |
| 2   | 4 tháng 6  | Lý Quang Khiết  |                | 《Vượt đại dương đến bên người》                 |  |                                                |  |
| 2   | 4 tháng 6  | Trần Tùng Linh  |                | 《Yêu là vĩnh hằng》                             |  | 《Có hay không》                               |  |
| 2   | 4 tháng 6  | Phan Việt Minh  |                | 《Đưa tôi lên đỉnh núi》                         |  |                                                |  |
| 3   | 11 tháng 6 | Phan Việt Minh  |                | 《Người trẻ》                                    |  |                                                |  |
| 3   | 11 tháng 6 | Trần Tùng Linh  |                | 《Người đàn ông ấy》                             |  | 《Truy》                                       |  |
| 3   | 11 tháng 6 | Quách Đào       |                | 《Giờ phải làm thế nào》                         |  |                                                |  |
| 3   | 11 tháng 6 | Lưu Đào         |                | 《Lĩnh ngộ》                                     |  | 《Trời sáng không hiểu được đêm tối 》         |  |
| 3   | 11 tháng 6 | Lý Quang Khiết  |                |                                                  |  |                                                |  |
| 3   | 11 tháng 6 | Ba Đồ           |                | 《Không có người》                               |  |                                                |  |
| 4   | 18 tháng 6 | Lý Quang Khiết  |                | 《Tình lựu cảm khuẩn》                           |  | 《Xin lỗi, cảm ơn》                            |  |
| 4   | 18 tháng 6 | Lưu Đào         |                | 《Một mình nhảy múa》                            |  |                                                |  |
| 4   | 18 tháng 6 | Quách Đào       |                | 《Cẩm nang rèn luyện thanh xuân》                |  | 《Đêm đêm đêm đêm》                            |  |
| 4   | 18 tháng 6 | Phan Việt Minh  |                | 《Ngộ Không》                                    |  |                                                |  |
| 4   | 18 tháng 6 | Hồ Hạnh Nhi     |                | 《Someone Like You》                             |  |                                                |  |
| 4   | 18 tháng 6 | Ba Đồ           |                | 《Fan số môt》                                   |  |                                                |  |
| 5   | 25 tháng 6 | Bạch Bách Hà    |                | 《Tâm trạng khi yêu》                            |  | 《Người có biết rằng tôi đang đợi không》      |  |
| 5   | 25 tháng 6 | Lưu Đào         |                | 《Nếu như tình yêu là do trời định》             |  |                                                |  |
| 5   | 25 tháng 6 | Quách Đào       |                | 《Một đóa hoa hồng dễ thương》                   |  |                                                |  |
| 5   | 25 tháng 6 | Ba Đồ           |                | 《Kẻ xấu xí》                                    |  |                                                |  |
| 5   | 25 tháng 6 | Phan Việt Minh  |                |                                                  |  |                                                |  |
| 5   | 25 tháng 6 | Hồ Hạnh Nhi     |                | 《Tỷ muội》                                      |  | 《Thì ra người không cần gì cả》               |  |
| 6   | 2 tháng 7  | Quách Đào       |                | 《Câu chuyện thời gian》                         |  | 《Cuộc sống không chỉ trước mặt bạn》          |  |
| 6   | 2 tháng 7  | Lưu Đào         |                | 《Muốn chung ta ở bên nhau》                     |  | 《Cô ấy nói》                                  |  |
| 6   | 2 tháng 7  | Vương Tổ Lam    |                | 《Vua hài kịch》                                 |  |                                                |  |
| 6   | 2 tháng 7  | Ba Đồ           |                | 《I believe I can fly》                          |  |                                                |  |
| 6   | 2 tháng 7  | Phan Việt Minh  |                | 《Thực sự muốn nói lời yêu》                     |  |                                                |  |
| 6   | 2 tháng 7  | Hồ Hạnh Nhi     |                |                                                  |  |                                                |  |
| 7   | 9 tháng 7  | Vương Tổ Lam    |                | 《Niềm vui không thể nói ra》                    |  |                                                |  |
| 7   | 9 tháng 7  | Tiểu Trầm Dương |                | 《Tình oán》                                     |  | 《Đơn thân tình ca》                           |  |
| 7   | 9 tháng 7  | Lưu Đào         |                | 《Người tình cô đơn ơi》                         |  |                                                |  |
| 7   | 9 tháng 7  | Phan Việt Minh  |                | 《Bài ca viết cho bản thân》                     |  | 《Anh của ngày xưa》                           |  |
| 7   | 9 tháng 7  | Hồ Hạnh Nhi     |                | 《Bánh bao xá xíu》                              |  |                                                |  |
| 7   | 9 tháng 7  | Ba Đồ           |                |                                                  |  |                                                |  |
| 8   | 16 tháng 7 | Vương Tổ Lam    |                | 《Bến Thượng Hải》                               |  | 《Feeling Good》                               |  |
| 8   | 16 tháng 7 | Vương Tử Văn    |                | 《Đời như đóa hoa mùa Hạ》                       |  |                                                |  |
| 8   | 16 tháng 7 | Tiểu Trầm Dương |                | 《Một đời yêu thương》                           |  |                                                |  |
| 8   | 16 tháng 7 | Lưu Đào         |                | 《Sau khi tôi ra đi》                            |  | 《Tôi cuối cùng thành nữ nhân của người khác》 |  |
| 8   | 16 tháng 7 | Hồ Hạnh Nhi     |                | 《Trong tim tôi chỉ có người không có người ấy》 |  |                                                |  |
| 8   | 16 tháng 7 | Ba Đồ           |                | 《Đêm ở cảng quân》                              |  |                                                |  |
| 9   | 23 tháng 7 | Tiểu Trầm Dương |                | 《Hoa phòng cô nương》                           |  |                                                |  |
| 9   | 23 tháng 7 | Lưu Đào         |                | 《Vì tôi người chịu gió lạnh buốt》              |  | 《Thủ tâm thủ bối》                            |  |
| 9   | 23 tháng 7 | Ba Đồ           |                | 《Khi người già rồi》                            |  | 《Dần dần》                                    |  |
| 9   | 23 tháng 7 | Vương Tử Văn    |                | 《Buồn》                                         |  |                                                |  |
| 9   | 23 tháng 7 | Diêu Địch       |                | 《Hoa ra người của ở đây》                       |  |                                                |  |
| 9   | 23 tháng 7 | Hồ Hạnh Nhi     |                | 《May mắn bé nhỏ》                               |  |                                                |  |
| 10  | 30 tháng 7 | Tiểu Trầm Dương |                | 《Trai già》                                     |  | 《Tôi tin》                                    |  |
| 10  | 30 tháng 7 | Vương Tử Văn    |                | 《Chợt tỉnh cơn mộng》                           |  |                                                |  |
| 10  | 30 tháng 7 | Hồ Hạnh Nhi     |                | 《Vua nhạc Karaoke》                             |  | 《Tên của người, Họ của tôi》                  |  |
| 10  | 30 tháng 7 | Diêu Địch       |                | 《Thôi miên》                                    |  |                                                |  |
| 10  | 30 tháng 7 | Ba Đồ           |                | 《Cô ấy đến nghe buổi hòa nhạc của tôi》         |  |                                                |  |

#### Tập 1 và 10 (vào Bán kết)
| BXH | Khách mời       | Tiến tới vòng chung kết |
| 1   | Tần Hải Lộ      | Tiến tới vòng Bán kết   |
| 2   | Vương Khải      | Tiến tới vòng Bán kết   |
| 3   | Trần Tùng Linh  | Tiến tới vòng Bán kết   |
| 4   | Lý Quang Khiết  | Tiến tới vòng Bán kết   |
| 5   | Bạch Bách Hà    | Tiến tới vòng Bán kết   |
| 6   | Quách Đào       | Tiến tới vòng Bán kết   |
| 7   | Phan Việt Minh  | Tiến tới vòng Chung kết |
| 8   | Vương Tổ Lam    | Tiến tới vòng Bán kết   |
| 9   | Lưu Đào         | Tiến tới vòng Bán kết   |
| 10  | Tiểu Trầm Dương | Tiến tới vòng Bán kết   |
| 11  | Vương Tử Văn    | Tiến tới vòng Bán kết   |
| 12  | Ba Đồ           | Tiến tới vòng Bán kết   |
| 13  | Hồ Hạnh Nhi     | Loại                    |
| 14  | Diêu Địch       | Loại                    |

#### Tập 11: 6 tháng 8 (Bán kết)
| Nhóm | Khách mời      | Ca khúc                  | Kết quả |
| 1    | Lý Quang Khiết | 《Bài hát rắc rối》      |         |
| 1    | Trần Tùng Linh | 《I Will Follow Him》    |         |
| 2    | Lưu Đào        | 《Don't Break My Heart》 |         |
| 2    | Vương Khải     | 《Một lần là tốt rồi》   |         |
| 3    | Ba Đồ          | 《Trải qua》             |         |
| 3    | Tần Hải Lộ     | 《Bỗng dưng muốn yêu》   |         |

Tập 12：13 tháng 8 (Tranh vé vào Bán Kết)
| 組別 | 嘉賓            | 曲目                      | 結果 |
| 4    | Bạch Bách Hà    | 《Chẳng lẽ》              |      |
| 4    | Vương Tổ Lam    | 《Tôi》                   |      |
| 5    | Tiểu Trầm Dương | 《Huynh đệ》              |      |
| 5    | Quách Đào       | 《Điện ảnh những năm đó》 |      |
| 6    | Vương Tử Văn    | 《Thời gian Chu Tiên》    |      |
| 6    | Phan Việt Minh  | 《Kính tử trung》         |      |

#### Tập 11 và 12 (Tiến tới vòng chung kết)
| BXH | Khách mời       | Tiến tới trận chung kết |
| 1   | Lý Quang Khiết  | Tiến tới vòng Chung kết |
| 2   | Lưu Đào         | Tiến tới vòng Chung kết |
| 3   | Tần Hải Lộ      | Tiến tới vòng Chung kết |
| 5   | Vương Tổ Lam    | Tiến tới vòng Chung kết |
| 6   | Tiểu Trầm Dương | Tiến tới vòng Chung kết |
| 7   | Vương Tử Văn    | Tiến tới vòng Chung kết |
| 8   | Trần Tùng Linh  | Loại                    |
| 9   | Vương Khải      | Loại                    |
| 10  | Ba Đồ           | Loại                    |
| 11  | Bạch Bách Hà    | Loại                    |
| 12  | Quách Đào       | Loại                    |
| 13  | Phan Việt Minh  | Loại                    |

#### Chung kết
| Stt | Khách mời       | Ca sĩ khách mời | Tam cường tái                | Ca sĩ khách mời   |                 | Quý cường tái        |  | Tranh vô địch   |  |
| 1   | Tiểu Trầm Dương | Chu Hiểu Ân     | 《Đời người trắng đen》      | \|Trầm Xuân Dương | 《Bố mẹ》       |                      |  |                 |  |
| 2   | Tần Hải Lộ      | Tôn Nam         | 《Dù chết vẫn muốn yêu》     |                   |                 |                      |  |                 |  |
| 3   | Lý Quang Khiết  | Trần Tư Thành   | 《Người anh em giường trên》 |                   |                 |                      |  |                 |  |
| 4   | Lưu Đào         | Tiết Chi Khiêm  | 《Đến không được》           |                   | Trịnh Phối Phối | 《Ca khúc chăn Cừu》 |  | 《Nữ nhân hoa》 |  |
| 5   | Vương Tử Văn    | Phác Thụ        | 《Những đóa Hoa ấy》         |                   |                 |                      |  |                 |  |
| 6   | Vương Tổ Lam    | Teresa Carpio   | 《Cầu nguyện》               |                   | Lý Á Nam]]      | 《Vương phi》        |  | 《Phô trương》  |  |

Tập 13 (Xếp hạng cuối cùng)
| Xếp hạng cuối cùng | Khách mời       | Tiến vào vòng chung kết |
| 1                  | Lưu Đào         | Quán quân               |
| 2                  | Vương Tổ Lam    | Hạng nhì                |
| 3                  | Tiểu Trầm Dương | Hạng ba                 |
| 5                  | Tần Hải Lộ      | 4                       |
| 6                  | Vương Tử Văn    | 5                       |
| 6                  | Lý Quang Khiết  | 6                       |

#### Giải thưởng
| Hạng mục                 | Người nhận      | Người trao giải                  |
| Người nổi tiếng nhất     | Vương Tử Văn    | Lao Tử                           |
| Đột phá nhất             | Lý Quang Khiết  | Tống Kha                         |
| Trình diễn xuất sắc nhất | Tần Hải Lộ      | Điền Thư Trưởng Trương Nhất Phàm |
| Hạng ba                  | Tiểu Trầm Dương | Hồ Cương                         |
| Hạng nhì                 | Vương Tổ Lam    | Triệu Bảo Cương                  |
| Quán quân                | Lưu Đào         | Trương Quốc Lập                  |

## Rating
| Tập | Ngày                     | CSM52   | CSM52 | CSM52          | CSM     | CSM           |
| --- | ------------------------ | ------- | ----- | -------------- | ------- | ------------- |
| Tập | Ngày                     | %Rating | Hạng  | % Rating share | %Rating | %Rating share |
| 1   | Ngày 28 tháng 5 năm 2016 | 1.265   | 6     | 4.54           | 0.33    | 2.39          |
| 2   | Ngày 4 tháng 6 năm 2016  | 0.958   | 5     | 3.67           | 0.32    | 1.35          |
| 3   | Ngày 11 tháng 6 năm 2016 | 1.028   | 5     | 3.62           | N/a     | N/a           |
| 4   | Ngày 18 tháng 6 năm 2016 | 1.016   | 9     | 3.49           | N/a     | N/a           |
| 5   | Ngày 25 tháng 6 năm 2016 | 1.011   | 9     | 3.43           | 0.38    | 1.53          |
| 6   | Ngày 2 tháng 7 năm 2016  | 1.178   | 7     | 4.00           | 0.39    | 1.56          |
| 7   | Ngày 9 tháng 7 năm 2016  | 1.434   | 3     | 4.73           | 0.43    | 1.61          |
| 8   | Ngày 16 tháng 7 năm 2016 | 1.412   | 4     | 4.73           | N/a     | N/a           |
| 9   | Ngày 23 tháng 7 năm 2016 | 1.581   | 3     | 5.41           | 0.44    | 1.66          |
| 10  | Ngày 30 tháng 7 năm 2016 | 1.407   | 3     | 4.82           | 0.40    | 1.53          |
| 11  | Ngày 6 tháng 8 năm 2016  | 1.692   | 1     | 5.85           | N/a     | N/a           |
| 12  | Ngày 13 tháng 8 năm 2016 | 1.496   | 3     | 5.13           | 0.49    | 1.97          |
| 13  | Ngày 20 tháng 8 năm 2016 | 1.713   | 2     | 5.48           | 0.74    | 2.80          |

Lưu ý: Nguồn dữ liệu CCTV CSM và phạm vi khảo sát dành cho khán giả trên bốn tuổi.

## Mùa 2 (2017)

### Đội ngũ sáng tạo
| Tổng chế phiến                        | Lý Lợi Ảnh, Trình Quân | Tổng đạo diễn | Cung Bằng |
| Tồng đạo diễn điều hành               | Lý Dương, Hác Cạnh Ba | Nhà sản xuất | Vương Dịch (Tổng), Đổng Khả |
| Tồng đạo diễn điều hành hiện trường   | Mã Nam | Tồng đạo diễn điều hành nội dung | Trương Nhược Thiến |
| Giám chế                              | Vương Giác (Tổng), Từ Thao (Tổng), Mã Hoành, Ngưu Chấn Thanh, Hồ Kiệt, Sư Lị, Lý Hồng Sơn | Vương Giác (Tổng), Từ Thao (Tổng), Mã Hoành, Ngưu Chấn Thanh, Hồ Kiệt, Sư Lị, Lý Hồng Sơn | Vương Giác (Tổng), Từ Thao (Tổng), Mã Hoành, Ngưu Chấn Thanh, Hồ Kiệt, Sư Lị, Lý Hồng Sơn |
| Tổng đạo diễn hậu kỳ                  | Tôn Văn, Cao Tường, Vương Quân Việt | Tổng giám kỹ thuật | Trịnh Tinh |
| Nhà sản xuất                          | Lý Xuân Lương, Hồ Cương, Đinh Tâm, Tống Ca | Giám chế kỹ thuật | Điền Phương |
| Kế hoạch                              | Triệu Minh, Cao Bằng Phi, Uông Mậu Lộc | Giám đốc âm nhạc | Lao Tử |
| Tổng giám nghệ nhân                   | Tiêu Hồng Diễm | Tổng giám vũ đạo | Quách Chấn |
| Giám đốc thiết kế                     | Hồ Nguyệt Bằng | Thiết kế bối cảnh | Chu Bỉnh Khôn |
| Giám đốc chế tác bối cảnh             | Đoàn Thắng Đào | Tổng biên kịch điều hành | Lý Tình |
| Hướng dẫn                             | Từ Đức Lập | Tổng điều phối | Thái Địch Tuệ |
| Hướng dẫn camera chương trình thực tế | Trần Hành | Tổng thiết kế âm thanh | Hà Biểu |
| Camera hiện trường                    | Ký ức thập niên | Thiết kế đạo cụ | Vương Quảng Sâm |
| Ban nhạc hiện trường                  | Ban nhạc Vô Giới | Thiết kế ánh sáng | Trang Phúc Dân |
| Bộ gõ                                 | Cao Hưng | Đoàn đội dây điện | Trương Đại Vĩ |
| Guitar bass                           | Trương Mộng Bân | Vũ đoàn hiện trường | WOW Dance Studio |
| Dàn trống                             | Chris Trzcinski | Bè trưởng dàn dây | Vương Bằng, Trương Nguyệt |
| Giám đốc tạo hình                     | Tạo hình Ngọc Lan chỉnh thể | Guitar | Mike, McLaughlin, Đổng Trường Dược |
| Giám đốc xúc tiến dự án               | Trịnh Dung | Bàn phím | Uông Thức Diệp, Tôn Mộng Địch |
| Giám đốc hiệu ứng âm thanh            | Lưu Hâm | Hòa âm | Phiền Trúc Thanh, Từ Khoái, Cận Duệ, Triệu Thần |
| Hỗ trợ kỹ thuật phát sóng             | Tvlb.com.cn | Điều phối viên nghệ sĩ | Bắc Kinh Hâm Bảo Nguyên |
| Đội ngũ thương mại                    | BTV1, Blue Flame 蓝色火焰 | Giám đốc tuyên truyền | Ngô Ngụy Dục |
| Tổng giám đốc điều phối hậu kỳ        | Lâm Phi, Vương Lộ | Tuyên truyền | Trường Sa Lực Tư truyền thông văn hóa |
| Hệ thống bỏ phiếu                     | Hà Kiến Đình | Chủ nhiệm sản xuất | Nhâm Nghị Tường, Kỉ Hoa |
| Hỗ trợ kỹ thuật                       | Tổng cục đài truyền hình Bắc Kinh, Bộ phận sản xuất đài truyền hình Bắc Kinh,Phòng phát thanh đài truyền hình Bắc Kinh, Cục quản lý mạng thông tin đài truyền hình Bắc Kinh, Bộ phận điện Đài truyền hình Bắc Kinh, Hỗ trợ kỹ thuật nhà hát lớn đài truyền hình Bắc Kinh | Tổng cục đài truyền hình Bắc Kinh, Bộ phận sản xuất đài truyền hình Bắc Kinh,Phòng phát thanh đài truyền hình Bắc Kinh, Cục quản lý mạng thông tin đài truyền hình Bắc Kinh, Bộ phận điện Đài truyền hình Bắc Kinh, Hỗ trợ kỹ thuật nhà hát lớn đài truyền hình Bắc Kinh | Tổng cục đài truyền hình Bắc Kinh, Bộ phận sản xuất đài truyền hình Bắc Kinh,Phòng phát thanh đài truyền hình Bắc Kinh, Cục quản lý mạng thông tin đài truyền hình Bắc Kinh, Bộ phận điện Đài truyền hình Bắc Kinh, Hỗ trợ kỹ thuật nhà hát lớn đài truyền hình Bắc Kinh |

### Dẫn chương trình
| Tên      | Nghề nghiệp      | Giới tính | Tuổi khi dẫn chương trình |
| Lật Khôn | Dẫn chương trình | Nữ        | 34                        |
| -------- | ---------------- | --------- | ------------------------- |

### Ban giám khảo
| Tên            | Nghề nghiệp                                                                                  | Giới tính | Tuổi khi làm ban giám khảo |
| Hoàng Tử Giảo  | Dẫn chương trình, Diễn viên, Nhà văn, Người viết lời bài hát, Nhà soạn nhạc, Thiết kế búp bê | Nam       | 46                         |
| Vương Bội Du   | Nữ diễn viên viện nổi tiếng viện kịch Dư phái (Dư Thúc Nham) kinh kịch Thưởng Hải            | Nữ        | 39                         |
| Đới Ngọc Cường | Ca sĩ giọng nam cao, Nghệ sĩ biểu diễn nhạc Opera, Diễn viên                                 | Nam       | 54                         |
| -------------- | -------------------------------------------------------------------------------------------- | --------- | -------------------------- |

### Thứ hạng
| Hạng | Tên                        | Nghề nghiệp                        | Giới tính | Tuổi khi tham gia chương trình |
| 1    | Giang San                  | Diễn viên, Ca sĩ                   | Nữ        | 49                             |
| 2    | Tạ Na                      | Dẫn chương trình, Ca sĩ, Diễn viên | Nữ        | 36                             |
| 3    | Trương Kế Khoa             | Vận động viên bóng bàn             | Nam       | 29                             |
| 4    | Diêu Thần                  | Diễn viên                          | Nữ        | 37                             |
| 5    | Vu Nghị                    | Diễn viên                          | Nam       | 38                             |
| 6    | Trần Hách                  | Diễn viên                          | Nam       | 31                             |
| 7    | Vương Lạc Đan              | Diễn viên                          | Nữ        | 33                             |
| 8    | Trần Kiến Bân              | Diễn viên, Đạo diễn                | Nam       | 46                             |
| 9    | Miêu Phố                   | Diễn viên                          | Nữ        | 40                             |
| 10   | Đặng Luân                  | Diễn viên                          | Nam       | 24                             |
| 11   | Lâu Nghệ Tiêu              | Diễn viên, Ca sĩ                   | Nữ        | 28                             |
| 12   | Ngụy Đại Huân              | Diễn viên                          | Nam       | 28                             |
| 13   | An Duyệt Khê               | Diễn viên                          | Nữ        | 27                             |
| 14   | Hàn Đan Đồng               | Diễn viên                          | Nữ        | 27                             |
| 15   | Cao Vân Tường              | Diễn viên, Người mẫu               | Nam       | 34                             |
| 16   | Luyện Luyện                | Diễn viên                          | Nữ        | 34                             |
| 17   | Trần Lệ Na                 | Diễn viên                          | Nữ        | 37                             |
| 18   | Đặng Tụy Văn               | Diễn viên                          | Nữ        | 51                             |
| 19   | Lương Sâm (Lương Dịch Mộc) | Diễn viên                          | Nam       | 19                             |
| 20   | Nhậm Gia Luân              | Diễn viên                          | Nam       | 27                             |
| 21   | Châu Đông Vũ               | Diễn viên                          | Nữ        | 25                             |
| 22   | Thái Nghi Đạt              | Diễn viên                          | Nam       | 28                             |

### Khách mời tập 1
| Tập | Tên                        | Nghề nghiệp         | Giới tính | Tuổi khi tham gia chương trình |
| --- | -------------------------- | ------------------- | --------- | ------------------------------ |
| 1   | Diêu Thần                  | Diễn viên           | Nữ        | 37                             |
| 1   | Trần Kiến Bân              | Diễn viên, Đạo diễn | Nam       | 46                             |
| 1   | Giang San                  | Diễn viên, Ca sĩ    | Nữ        | 49                             |
| 1   | Lương Sâm (Lương Dịch Mộc) | Diễn viên           | Nam       | 19                             |
| 1   | Nhậm Gia Luân              | Diễn viên           | Nam       | 27                             |
| 1   | Miêu Phố                   | Diễn viên           | Nữ        | 40                             |

### Khách mời bổ sung
| Tập        | Tên            | Nghề nghiệp                        | Giới tính | Tuổi khi tham gia chương trình |
| ---------- | -------------- | ---------------------------------- | --------- | ------------------------------ |
| 2          | Hàn Đan Đồng   | Diễn viên                          | Nữ        | 27                             |
| 3          | Vương Lạc Đan  | Diễn viên                          | Nữ        | 33                             |
| 4          | Vu Nghị        | Diễn viên                          | Nam       | 38                             |
| 5          | Cao Vân Tường  | Diễn viên, Người mẫu               | Nam       | 34                             |
| 5          | Ngụy Đại Huân  | Diễn viên                          | Nam       | 28                             |
| 6          | Lâu Nghệ Tiêu  | Diễn viên, Ca sĩ                   | Nữ        | 28                             |
| 6          | Thái Nghi Đạt  | Diễn viên                          | Nam       | 28                             |
| 7          | Trần Hách      | Diễn viên                          | Nam       | 31                             |
| 7          | Đặng Tụy Văn   | Diễn viên                          | Nữ        | 51                             |
| 8          | Tạ Na          | Dẫn chương trình, Ca sĩ, Diễn viên | Nữ        | 36                             |
| 8          | An Duyệt Khê   | Diễn viên                          | Nữ        | 27                             |
| 9          | Châu Đông Vũ   | Diễn viên                          | Nữ        | 25                             |
| 9          | Đặng Luân      | Diễn viên                          | Nam       | 24                             |
| 9          | Luyện Luyện    | Diễn viên                          | Nữ        | 34                             |
| 9          | Trần Lệ Na     | Diễn viên                          | Nữ        | 37                             |
| 11 Bán kết | Trương Kế Khoa | Vận động viên bóng bàn             | Nam       | 29                             |

### Khách mời trận Breakout
| Tập | Tên           | Nghề nghiệp                        | Giới tính | Tuổi khi tham gia chương trình |
| --- | ------------- | ---------------------------------- | --------- | ------------------------------ |
| 9   | Tạ Na         | Dẫn chương trình, Ca sĩ, Diễn viên | Nữ        | 36                             |
| 9   | Vu Nghị       | Diễn viên                          | Nam       | 38                             |
| 9   | Châu Đông Vũ  | Diễn viên                          | Nữ        | 25                             |
| 9   | Đặng Luân     | Diễn viên                          | Nam       | 24                             |
| 9   | An Duyệt Khê  | Diễn viên                          | Nữ        | 27                             |
| 9   | Trần Lệ Na    | Diễn viên                          | Nữ        | 37                             |
| 9   | Lâu Nghệ Tiêu | Diễn viên, Ca sĩ                   | Nữ        | 28                             |
| 9   | Luyện Luyện   | Diễn viên                          | Nữ        | 34                             |

### Khách mời bán kết
| Tập | Tên            | Nghề nghiệp                        | Giới tính | Tuổi khi tham gia chương trình |
| --- | -------------- | ---------------------------------- | --------- | ------------------------------ |
| 10  | Miêu Phố       | Diễn viên                          | Nữ        | 40                             |
| 10  | Cao Vân Tường  | Diễn viên, Người mẫu               | Nam       | 34                             |
| 10  | Tạ Na          | Dẫn chương trình, Ca sĩ, Diễn viên | Nữ        | 36                             |
| 10  | Đặng Luân      | Diễn viên                          | Nam       | 24                             |
| 10  | Vương Lạc Đan  | Diễn viên                          | Nữ        | 33                             |
| 10  | Vu Nghị        | Diễn viên                          | Nam       | 38                             |
| 10  | Giang San      | Diễn viên, Ca sĩ                   | Nữ        | 49                             |
| 11  | Diêu Thần      | Diễn viên                          | Nữ        | 37                             |
| 11  | Trần Kiến Bân  | Diễn viên, Đạo diễn                | Nam       | 46                             |
| 11  | Trương Kế Khoa | Vận động viên bóng bàn             | Nam       | 29                             |
| 11  | Trần Hách      | Diễn viên                          | Nam       | 31                             |
| 11  | Lâu Nghệ Tiêu  | Diễn viên, Ca sĩ                   | Nữ        | 28                             |
| 11  | Ngụy Đại Huân  | Diễn viên                          | Nam       | 28                             |
| 11  | An Duyệt Khê   | Diễn viên                          | Nữ        | 27                             |
| 11  | Hàn Đan Hồng   | Diễn viên                          | Nữ        | 27                             |

### Khách mời chung kết
| Tập | Tên            | Nghệ nghiệp                        | Giới tính | Tuổi khi tham gia chương trình |
| --- | -------------- | ---------------------------------- | --------- | ------------------------------ |
| 12  | Đặng Luân      | Diễn viên                          | Nam       | 24                             |
| 12  | Miêu Phố       | Diễn viên                          | Nữ        | 40                             |
| 12  | Vương Lạc Đan  | Diễn viên                          | Nữ        | 33                             |
| 12  | Trần Kiến Bân  | Diễn viên, Đạo diễn                | Nam       | 46                             |
| 13  | Trần Hách      | Diễn viên                          | Nam       | 31                             |
| 13  | Giang San      | Diễn viên, Ca sĩ                   | Nữ        | 49                             |
| 13  | Diêu Thần      | Diễn viên                          | Nữ        | 37                             |
| 13  | Tạ Na          | Dẫn chương trình, Ca sĩ, Diễn viên | Nữ        | 36                             |
| 13  | Trương Kế Khoa | Vận động viên bóng bàn             | Nam       | 29                             |
| 13  | Vu Nghị        | Diễn viên                          | Nam       | 38                             |

### Ca sĩ chung kết
| Tập | Tên            | Ca sĩ khách mời                   |
| --- | -------------- | --------------------------------- |
| 12  | Đặng Luân      | Dương Tông Vĩ                     |
| 12  | Miêu Phố       | Đào Triết                         |
| 12  | Tạ Na          | Trương Kiệt                       |
| 12  | Diêu Thần      | Lý Kiện                           |
| 12  | Trần Hách      | Tiểu Trầm Dương                   |
| 12  | Vương Lạc Đan  | Phác Thụ                          |
| 12  | Vu Nghị        | Lôi Giai                          |
| 12  | Trần Kiến Bân  | Tề Tần                            |
| 12  | Giang San      | Richard Marx                      |
| 12  | Trương Kế Khoa | Hoàng Quán Trung và Diệp Thế Vinh |

## Thi đấu

#### Tiến cấp (Tập 1 - 9)
| Tập | Ngày                   | PK                                          | Đồng ca                                 | Chiến thắng                      | Ca khúc                                             | Phiều bình chọn | Ca vương                      |
| 1   | 15 tháng 4             | Trần Kiến Bân vs Diêu Thần                  | 《Là thật thì tốt》                     | Diêu Thần                        | 《Nụ cười hồng trần》                               | 289             | Diêu Thần                     |
| 1   | 15 tháng 4             | Nhậm Gia Luân vs Lương Sâm (Lương Dịch Mộc) | 《Tình yêu hoa môn》                    | Lương Sâm (Lương Dịch Mộc)       | 《Cảm ơn Người》                                    | 248             | Diêu Thần                     |
| 1   | 15 tháng 4             | Giang San vs Miêu Phố                       | 《Đêm Ulan Bator》                      | Giang San                        | 《Cái ôm tựa lưng》                                 | 275             | Diêu Thần                     |
| 1   | 15 tháng 4             | Knock Out                                   | Knock Out                               | Người chơi                       | Ca khúc                                             | Phiều bình chọn | Loại                          |
| 1   | 15 tháng 4             | Knock Out                                   | Knock Out                               | Trần Kiến Bân                    | 《Can ly cùng ngày xưa》                            | 105             | Miêu Phố                      |
| 1   | 15 tháng 4             | Knock Out                                   | Knock Out                               | Nhậm Gia Luân                    | 《Đao kiếm như mộng》                               | 99              | Miêu Phố                      |
| 1   | 15 tháng 4             | Knock Out                                   | Knock Out                               | Miêu Phố                         | 《Hoàng thổ cao pha》                               | 97              | Miêu Phố                      |
| 2   | 22 tháng 4             | PK                                          | Đồng ca                                 | Chiến thắng                      | Ca khúc                                             | Phiếu bình chọn | Ca vương                      |
| 2   | 22 tháng 4             | Trần Kiến Bân vs Hàn Đan Đồng               | 《Ở nơi xa xôi ấy》                     | Trần Kiến Bân                    | 《Đóa hoa trên vạt áo》                             | 281             | Giang San                     |
| 2   | 22 tháng 4             | Diêu Thần vs Nhậm Gia Luân                  | 《Em là bài hát trong tim tôi》         | Nhậm Gia Luân                    | 《Hãy để anh ở bên em》                             | 256             | Giang San                     |
| 2   | 22 tháng 4             | Giang San vs Lương Sâm (Lương Dịch Mộc)     | 《Đơi anh yêu em》                      | Giang San                        | 《Memory》                                          | 298             | Giang San                     |
| 2   | 22 tháng 4             | Knock Out                                   | Knock Out                               | Người chơi                       | Ca khúc                                             | Phiều bình chọn | Loại                          |
| 2   | 22 tháng 4             | Knock Out                                   | Knock Out                               | Diêu Thần                        | 《Cá lớn》                                          | 156             | Hàn Đan Đồng                  |
| 2   | 22 tháng 4             | Knock Out                                   | Knock Out                               | Hàn Đan Đồng                     | 《Diễn viên》                                       | 71              | Hàn Đan Đồng                  |
| 2   | 22 tháng 4             | Knock Out                                   | Knock Out                               | Lương Sâm (Lương Dịch Mộc)       | 《Shall We Talk》                                   | 74              | Hàn Đan Đồng                  |
| 3   | 29 tháng 4             | PK                                          | Đồng ca                                 | Chiến thắng                      | Ca khúc                                             | Phiếu bình chọn | Ca vương                      |
| 3   | 29 tháng 4             | Trần Kiến Bân vs Nhậm Gia Luân              | 《Hộii những người thất tình》          | Trần Kiến Bân                    | 《Gảy lên cây đàn tì bà thân yêu của tôi》          | 278             | Trần Kiến Bân                 |
| 3   | 29 tháng 4             | Diêu Thần vs Vương Lạc Đan                  | 《当时的月亮》                          | Vương Lạc Đan                    | 《Tiến lên》                                        | 245             | Trần Kiến Bân                 |
| 3   | 29 tháng 4             | Giang San vs Lương Sâm (Lương Dịch Mộc)     | 《May mắn bé nhỏ》                      | Giang San                        | 《Lãng quên thời gian + Muốn bên chàng》            | 262             | Trần Kiến Bân                 |
| 3   | 29 tháng 4             | Knock out                                   | Knock out                               | Người chơi                       | Ca khúc                                             | Phiếu bình chọn | Loại                          |
| 3   | 29 tháng 4             | Knock out                                   | Knock out                               | Nhậm Gia Luân                    | 《Sexy Back》                                       | 94              | Nhậm Gia Luân                 |
| 3   | 29 tháng 4             | Knock out                                   | Knock out                               | Diêu Thần                        | 《Bên bờ Hồ Baikal》                                | 105             | Nhậm Gia Luân                 |
| 3   | 29 tháng 4             | Knock out                                   | Knock out                               | Lương Sâm (Lương Dịch Mộc)       | 《Besame Mucho》                                    | 102             | Nhậm Gia Luân                 |
| 4   | 6 tháng 5              | PK                                          | Đồng ca                                 | Chiến thắng                      | Ca khúc                                             | Phiếu bình chọn | Ca Vương                      |
| 4   | 6 tháng 5              | Vu Nghị vs Lương Sâm (Lương Dịch Mộc)       | 《Thu Ý Nồng》                          | Vu Nghị                          | 《Hồi ký lưu lạc》                                  | 279             | Diêu Thần (Vào Bán kết)       |
| 4   | 6 tháng 5              | Trần Kiến Bân vs Vương Lạc Đan              | 《Anh khiến em say khướt》              | Trần Kiến Bân                    | 《Tráii tin kích động》                             | 271             | Diêu Thần (Vào Bán kết)       |
| 4   | 6 tháng 5              | Giang San vs Diêu Thần                      | 《Nguyện ý》                            | Diêu Thần                        | 《Hoa Đồ Mi》                                       | 289             | Diêu Thần (Vào Bán kết)       |
| 4   | 6 tháng 5              | Knock Out                                   | Knock Out                               | Người chơi                       | Ca khúc                                             | Phiếu bình chọn | Loại                          |
| 4   | 6 tháng 5              | Knock Out                                   | Knock Out                               | Vương Lạc Đan                    | 《Trái》                                            | 103             | Lương Dịch Mộc                |
| 4   | 6 tháng 5              | Knock Out                                   | Knock Out                               | Giang San                        | 《Cái giá của tình yêu》                            | 108             | Lương Dịch Mộc                |
| 4   | 6 tháng 5              | Knock Out                                   | Knock Out                               | Lương Sâm (Lương Dịch Mộc)       | 《Hoa Hồng》                                        | 90              | Lương Dịch Mộc                |
| 5   | 13 tháng 5             | PK                                          | Đồng ca                                 | Chiến thắng                      | Ca khúc                                             | Phiếu bình chọn | Ca vương                      |
| 5   | 13 tháng 5             | Giang San vs Vương Lạc Đan                  | 《Ít nhất vẫn còn có anh》              | Vương Lạc Đan                    | 《Không có thời gian》                              | 256             | Trần Kiến Bân * (Vào Bán kết) |
| 5   | 13 tháng 5             | Trần Kiến Bân vs Ngụy Đại Huân              | 《Đứa trẻ ngốc》                        | Trần Kiến Bân                    | 《Hoa sen xanh》                                    | 283             | Trần Kiến Bân * (Vào Bán kết) |
| 5   | 13 tháng 5             | Vu Nghị vs Cao Vân Tường                    | 《Tiểu trấn cô nương》                  | Vu Nghị                          | 《Con người nên ghen tuông》                        | 283             | Trần Kiến Bân * (Vào Bán kết) |
| 5   | 13 tháng 5             | Knock Out                                   | Knock Out                               | Người chơi                       | Ca khúc                                             | Phiếu bình chọn | Loại                          |
| 5   | 13 tháng 5             | Knock Out                                   | Knock Out                               | Cao Vân Tường                    | 《Julia》                                           | 98              | Ngụy Đại Huân                 |
| 5   | 13 tháng 5             | Knock Out                                   | Knock Out                               | Ngụy Đại Huân                    | 《Sau này+天空之城》                                | 95              | Ngụy Đại Huân                 |
| 5   | 13 tháng 5             | Knock Out                                   | Knock Out                               | Giang San                        | 《Em không muốn để anh một mình》                   | 108             | Ngụy Đại Huân                 |
| 6   | 20 tháng 5             | PK                                          | Đồng ca                                 | Chiến thắng                      | Ca khúc                                             | Phiếu bình chọn | Ca Vương                      |
| 6   | 20 tháng 5             | Cao Vân Tường vs Vương Lạc Đan              | 《Một đời thong thả +Ngàn năm vẫn chờ》 | Cao Vân Tường                    | 《Người tình》                                      | 257             | Giang San (Vào Bán Kết)       |
| 6   | 20 tháng 5             | Vu Nghị vs Giang San                        | 《Thiên niên: Luyến》                   | Giang San                        | 《Moon River +Dancing Queen》                       | 295             | Giang San (Vào Bán Kết)       |
| 6   | 20 tháng 5             | Vu Nghị vs Giang San                        | 《Thiên niên: Luyến》                   | Vu Nghị *                        | 《Khi tình yêu đã thành dĩ vãng》                   | 279             | Giang San (Vào Bán Kết)       |
| 6   | 20 tháng 5             | Lâu Nghệ Tiêu vs Thái Nghi Đạt              | 《Nam Sơn Nam+Tống biệt》               | Lâu Nghệ Tiêu                    | 《Don't Cry For Me Argentina+Let It Go》            | 266             | Giang San (Vào Bán Kết)       |
| 6   | 20 tháng 5             | Knock Out                                   | Knock Out                               | Người chơi                       | Ca khúc                                             | Phiếu bình chọn | Loại                          |
| 6   | 20 tháng 5             | Knock Out                                   | Knock Out                               | Vương Lạc Đan                    | 《Shangri La》                                      | 108             | Vương Lạc Đan                 |
| 6   | 20 tháng 5             | Knock Out                                   | Knock Out                               | Thái Nghi Đạt                    | 《Ốc sên +You Raise Me Up》                         | 193             | Vương Lạc Đan                 |
| 7   | 27 tháng 5             | PK                                          | Đồng ca                                 | Chiến thắng                      | Ca khúc                                             | Phiếu bình chọn | Ca vương                      |
| 7   | 27 tháng 5             | Cao Vân Tường vs Thái Nghi Đạt              | 《让我一次爱个够》                      | Cao Vân Tường                    | 《Kiss Goodbye》                                    | 235             | Trần Hách                     |
| 7   | 27 tháng 5             | Trần Hách vs Đặng Tụy Văn                   | 《Vô địch+Thiết huyết đan tâm》         | Trần Hách                        | 《Cục cưng Baby của tội+Người anh yêu chính là em》 | 261             | Trần Hách                     |
| 7   | 27 tháng 5             | Vu Nghị vs Lâu Nghệ Tiêu                    | 《Lạnh》                                | Lâu Nghệ Tiêu                    | 《Rumour Has It+爱什么稀罕》                        | 246             | Trần Hách                     |
| 7   | 27 tháng 5             | Knock Out                                   | Knock Out                               | Người chơi                       | Ca khúc                                             | Phiếu bình chọn | Loại                          |
| 7   | 27 tháng 5             | Knock Out                                   | Knock Out                               | Vu Nghị                          | 《Tôi khổng thể sống thiếu Người》                  | 105             | Đặng Tụy Văn                  |
| 7   | 27 tháng 5             | Knock Out                                   | Knock Out                               | Đặng Tụy Văn                     | 《Khóc rồi》                                        | 97              | Đặng Tụy Văn                  |
| 7   | 27 tháng 5             | Knock Out                                   | Knock Out                               | Thái Nghi Đạt *                  | 《圣诞结》                                          | 99              | Đặng Tụy Văn                  |
| 8   | 3 tháng 6              | PK                                          | Đồng ca                                 | Chiến thắng                      | Ca khúc                                             | Phiếu bình chọn | Ca vương                      |
| 8   | 3 tháng 6              | Cao Vân Tường vs Tạ Na                      | 《Hãy nghĩ về em》                      | Tạ Na                            | 《Nước mắt》                                        | 247             | Trần Hách (Vào Bán kết)       |
| 8   | 3 tháng 6              | Vu Nghị vs An Duyệt Khê                     | 《Một thiên đường khác》                | Vu Nghị                          | 《Đừng nhớ đến tôi》                                | 239             | Trần Hách (Vào Bán kết)       |
| 8   | 3 tháng 6              | Trần Hách vs Lâu Nghệ Tiêu                  | 《Bởi vì tình yêy》                     | Trần Hách                        | 《Tìm lại chính mình》                              | 253             | Trần Hách (Vào Bán kết)       |
| 8   | 3 tháng 6              | Knock Out                                   | Knock Out                               | Người chơi                       | Ca khúc                                             | Phiếu bình chọn | Loại                          |
| 8   | 3 tháng 6              | Knock Out                                   | Knock Out                               | Cao Vân Tường                    | 《样》                                              | 71              | Cao Vân Tường                 |
| 8   | 3 tháng 6              | Knock Out                                   | Knock Out                               | Lâu Nghệ Tiêu                    | 《Ở trên đỉnh núi đông ấy》                         | 127             | Cao Vân Tường                 |
| 8   | 3 tháng 6              | Knock Out                                   | Knock Out                               | An Duyệt Khê                     | 《Dacing Diva+Nghệ thuật gia lớn》                  | 103             | Cao Vân Tường                 |
| 9   | 10 tháng 6 (Break Out) | PK                                          | Người chơi                              | Ca khúc                          | Ca khúc                                             | Phiếu bình chọn | Kết quả                       |
| 9   | 10 tháng 6 (Break Out) | Tạ Na vs Luyện Luyện                        | Tạ Na                                   | 《Hãy cho tôi cảm xúc》          | 《Hãy cho tôi cảm xúc》                             | 171             | Thắng                         |
| 9   | 10 tháng 6 (Break Out) | Tạ Na vs Luyện Luyện                        | Luyện Luyện                             | 《Dã Bách Hợp cũng có mùa Xuân》 | 《Dã Bách Hợp cũng có mùa Xuân》                    | 130             | Bị loại                       |
| 9   | 10 tháng 6 (Break Out) | Lâu Nghệ Tiêu vs Vu Nghị                    | Lâu Nghệ Tiêu                           | 《Sunny Day》                    | 《Sunny Day》                                       | 132             | Bị loại                       |
| 9   | 10 tháng 6 (Break Out) | Lâu Nghệ Tiêu vs Vu Nghị                    | Vu Nghị                                 | 《Đồng quê》                     | 《Đồng quê》                                        | 169             | Thắng                         |
| 9   | 10 tháng 6 (Break Out) | Châu Đông Vũ vs Trần Lệ Na                  | Châu Đông Vũ *                          | 《Biến mất》                     | 《Biến mất》                                        | 160             | Thắng                         |
| 9   | 10 tháng 6 (Break Out) | Châu Đông Vũ vs Trần Lệ Na                  | Trần Lệ Na                              | 《Ánh mắt em》                   | 《Ánh mắt em》                                      | 141             | Bị loại                       |
| 9   | 10 tháng 6 (Break Out) | An Duyệt Khê vs Đặng Luân                   | An Duyệt Khê                            | 《Kháchh điếm hồng trần》        | 《Kháchh điếm hồng trần》                           | 146             | Bị loại                       |
| 9   | 10 tháng 6 (Break Out) | An Duyệt Khê vs Đặng Luân                   | Đặng Luân                               | 《Khóc không ra》                | 《Khóc không ra》                                   | 155             | Thắng                         |

### Chung kết
| Tập | Vòng                                              | Người chơi                                        | Ca khúc                                          | Phiếu bình chọn | Kết quả         |
| --- | ------------------------------------------------- | ------------------------------------------------- | ------------------------------------------------ | --------------- | --------------- |
| 10  | 1                                                 | Miêu Phố                                          | 《Bá Vương biệt cơ》                             | 260             | Tiến vào vòng 2 |
| 10  | 1                                                 | Cao Vân Tường                                     | 《Thay đổi bản thân》                            | 257             | Tiến vào vòng 2 |
| 10  | 1                                                 | Tạ Na                                             | 《将军令》                                       | 281             | Vào chung kết   |
| 10  | 1                                                 | Đặng Luân                                         | 《Quật cường》                                   | 275             | Tiến vào vòng 2 |
| 10  | 1                                                 | Vương Lạc Đan                                     | 《Con đường bình phàm》                          | 263             | Tiến vào vòng 2 |
| 10  | 1                                                 | Vu Nghị                                           | 《Cuộc sống tươi đẹp》                           | 289             | Vào chung kết   |
| 10  | 1                                                 | Giang San                                         | 《Bóng ma trong nhà hát》                        | 286             | Vào chung kết   |
| 10  | 2                                                 | Miêu Phố                                          | 《Hoa dại》                                      | 278             | 1               |
| 10  | 2                                                 | Đặng Luân                                         | 《Tâm động》                                     | 262             | 2               |
| 10  | 2                                                 | Vương Lạc Đan                                     | 《You Don't Trust Me At All》                    | 259             | 3               |
| 10  | 2                                                 | Cao Vân Tường                                     | 《Thân sĩ》                                      | 241             | 4               |
| 11  | Vòng                                              | Người chơi                                        | Ca khúc                                          | Phiếu bình chọn | Kết quả         |
| 11  | 1                                                 | Lâu Nghệ Tiêu                                     | 《Mở cửa thấy núi》                              | 248             | Tiến vào vòng 2 |
| 11  | 1                                                 | Trần Hách                                         | 《Giang hàng MAMAK》                             | 258             | Tiến vào vòng 2 |
| 11  | 1                                                 | An Duyệt Khê                                      | 《Nụ cười của bạn》                              | 219             | Tiến vào vòng 2 |
| 11  | 1                                                 | Diêu Thần                                         | 《Nhật ký của cha》                              | 275             | Vào chung kết   |
| 11  | 1                                                 | Trần Kiến Bân                                     | 《给那个谁的第一首诗》                           | 269             | Vào chung kết   |
| 11  | 1                                                 | Trương Kế Khoa                                    | 《Thành Đô》                                     | 279             | Vào chung kết   |
| 11  | 1                                                 | Ngụy Đại Huân                                     | 《Rừng Bạch Dương》                              | 234             | Tiến vào vòng 2 |
| 11  | 1                                                 | Hàn Đan Đồng                                      | 《Mườii năm》                                    | 211             | Tiến vào vòng 2 |
| 11  | 2                                                 | Trần Hách                                         | 《Đẹp nhất》                                     | 285             | 1               |
| 11  | 2                                                 | An Duyệt Khê                                      | 《Khi em》                                       | 218             | 4               |
| 11  | 2                                                 | Ngụy Đại Huân                                     | 《Khi tôi nhớ em》                               | 232             | 3               |
| 11  | 2                                                 | Lâu Nghệ Tiêu                                     | 《Bong bóng》                                    | 248             | 2               |
| 11  | 2                                                 | Hàn Đan Hồng                                      | 《Can đảm》                                      | 203             | 5               |
| 12  | Song ca                                           | Song ca                                           | Ca khúc                                          | Phiếu bình chọn | Kết quả         |
| 12  | Đặng Luân và Dương Tông Vĩ                        | Đặng Luân và Dương Tông Vĩ                        | 《Trời tối rồi》                                 | 245             | Bị loại         |
| 12  | Miêu Phố và Đào Triết                             | Miêu Phố và Đào Triết                             | 《Trăng bán nguyệt》                             | 249             | Bị loại         |
| 12  | Tạ Na và Trương Kiệt                              | Tạ Na và Trương Kiệt                              | 《Thiên hạ》                                     | 284             | Advance         |
| 12  | Diêu Thần và Lý Kiện                              | Diêu Thần và Lý Kiện                              | 《Đánh rơi lời ngọt ngào》                       | 280             | Advance         |
| 12  | Trần Hách và Tiểu Thẩm Dương                      | Trần Hách và Tiểu Thẩm Dương                      | 《Tháng năm vinh quang》                         | 265             | Advance         |
| 12  | Vương Lạc Đan và Phác Thụ                         | Vương Lạc Đan và Phác Thụ                         | 《Năm vô tội》                                   | 254             | Bị loại         |
| 12  | Vu Nghị và Lôi Giai                               | Vu Nghị và Lôi Giai                               | 《Tâm sự nữ vương+Chàng sinh thiếp chưa ra đời》 | 287             | Advance         |
| 12  | Trần Kiến Bân và Tề Tần                           | Trần Kiến Bân và Tề Tần                           | 《Điên rồ》                                      | 252             | Bị loại         |
| 12  | Giang San và Richard Marx                         | Giang San và Richard Marx                         | 《Right here waiting》                           | 276             | Advance         |
| 12  | Trương Kế Khoa và Hoàng Quán Trung, Diệp Thế Vinh | Trương Kế Khoa và Hoàng Quán Trung, Diệp Thế Vinh | 《Không còn ngần ngại》                          | 273             | Advance         |
| 13  | Vòng                                              | Người chơi                                        | Ca khúc                                          | Phiếu bình chọn | Kết quả         |
| 13  | 1                                                 | Diêu Thần                                         | 《光之翼》                                       | 96              | Advance         |
| 13  | 1                                                 | Trần Hách                                         | 《Hát cho em nghe》                              | 93              | Bị loại         |
| 13  | 1                                                 | Giang San                                         | 《梦里水乡》                                     | 112             | Advance         |
| 13  | 1                                                 | Tạ Na                                             | 《Em thay đổi rồi》                              | 104             | Advance         |
| 13  | 1                                                 | Trương Kế Khoa                                    | 《Sẽ không thay đổi》                            | 101             | Advance         |
| 13  | 1                                                 | Vu Nghị                                           | 《Lời kêu cứu của người Trái Đất tuyệt vọng》    | 96              | Bị loại         |
| 13  | 2                                                 | Trương Kế Khoa                                    | 《Ánh sao sáng nhất bầu trời đêm》               | 152             | 3               |
| 13  | 2                                                 | Trần Hách                                         | 《Tôi sẵn sàng trở thành một thác ghềnh》        | 149             | 4               |
| 13  | 2                                                 | Tạ Na                                             | 《Bỗng dưng muốn yêu em》                        | 148             | 2               |
| 13  | 2                                                 | Giang San                                         | 《告别时刻》                                     | 153             | Quán quân       |

Chú thích: * Trong tập 5, Trần Kiến Bân và Vu Nghị kết quả bình chọn bằng nhau. Nhóm bình luận đã quyết định ca vương thuộc về Trần Kiến Bân.
* Trong tập 6, Ban giám khảo quyết định trận PK giữa Vu Nghị và Giang San không có người chiến thắng (Hòa).
* Sau khi kết thúc tập 7, Thai Nghi Đạt rút lui do lịch trình, vì vậy tập 8 hai ca sĩ dự bị Tạ Na và An Duyệt Khê tham gia chương trình.
* Sau khi kết thúc tập 9, Châu Đông Vũ đã rút lui do lịch trình.

## Rating
| Tập | Ngày       | CSM52 Bắc Kinh (BTV-1) | CSM52 Bắc Kinh (BTV-1) | CSM52 Bắc Kinh (BTV-1) |
| --- | ---------- | ---------------------- | ---------------------- | ---------------------- |
| -   | -          | Rating %               | Raitng share %         | Hạng                   |
| 1   | 2017-04-15 | 1.555                  | 4.79                   | 5                      |
| 2   | 2017-04-22 | 1.212                  | 3.83                   | 5                      |
| 3   | 2017-04-29 | 1.529                  | 5.33                   | 2                      |
| 4   | 2017-05-06 | 1.969                  | 6.85                   | 1                      |
| 5   | 2017-05-13 | 1.463                  | 5.36                   | 2                      |
| '6  | 2017-05-20 | 1.654                  | 5.64                   | 2                      |
| 7   | 2017-05-27 | 1.472                  | 5.06                   | 2                      |
| 8   | 2017-06-03 | 1.561                  | 5.33                   | 2                      |
| 9   | 2017-06-10 | 1.500                  | 5.23                   | 1                      |
| '10 | 2017-06-17 | 1.840                  | 6.48                   | 1                      |
| 11  | 2017-06-24 | 1.663                  | 5.98                   | 1                      |
| 12  | 2017-07-01 | 2.201                  | 6.99                   | 1                      |
| 13  | 2017-07-08 | 1.566                  | 5.59                   | 1                      |

## Giải thưởng
| Năm                 | Tên                                                          | Hạng mục                                                                              | Kết quả   | Ghi chú |
| 2016                | Liên hoan phim Trung Quốc - Mỹ lần thứ 12                    | Chương trình truyền hình hay nhất                                                     | Đoạt giải |         |
| Tháng 12 năm 2016   | TV mốc (2016) sức mạnh toàn diện của truyền thông Trung Quốc | Nghiên cứu hàng năm tổ chức sản xuất chương trình xuất sắc (chương trình truyền hình) |           | [ 9 ]   |
| 15 tháng 6 năm 2018 | Liên hoan phim truyền hình quốc tế Thượng Hải lần thứ 24     | Chương trình truyền hình xuất sắc nhất                                                | Đề cử     | [ 10 ]  |